# 원수폭금지일본협의회
원수폭금지일본협의회(일본어: 原水爆禁止日本協議会 겐스이바쿠킨시니혼쿄기카이[*])은 1955년 결성된 일본의 반핵단체다. 약칭 원수협(일본어: 原水協 겐스이쿄[*]). 도도부현・지역・노동조합 내부 등을 단위로 하부조직을 가지고 있으며, 각 단위는 정식 명칭을 “원수폭금지○○협의회”, 약칭을 “○○원수협”으로 삼고 있다. 법인으로서는 일반사단법인 일본원수협(一般社団法人日本原水協)으로 등록되어 있다. 원래 유한회사였으나 2017년 일반사단법인으로 변경하였다.
매년 8월 “원수폭금지세계대회”를 개최하고, 각지에서 “핵병기 철폐”를 내건 운동을 전개한다. 원래는 보혁이 공히 참여하는 연대체였으나 1960년 일미안보 반대 기조를 내놓음으로써 자민당계・민사당계가 이탈하였고, 1965년에는 부분적핵실험금지조약을 둘러싸고 주류파였던 공산당계가 소련과 중공의 핵무기 보유를 옹호하자 사회당계가 반발하여 이탈했다. 이탈한 사회당계는 원수폭금지일본국민회의(원수금)이라는 별도 단체를 결성했다. 그러나 분열 이후 일본공산당이 중국・소련 공산당과 관계가 악회되어 핵무기 전면금지 주장으로 선회한 반면에, 원수금은 일본사회당이 반미・친소・친중・친북 성향을 강화함에 따라 중・소 핵보유에 우호적이 되어서 당초와는 성향이 뒤바뀌었다. 두 차례 분열 이후 원수협은 일본공산당이 완전히 장악한 단체가 되어 현재에 이른다. 원수협 본부는 공산당계 노총인 전국노동조합총연합(전노련) 회관에 입주해 있다.